# Pluto (mangá)
Pluto (プルートウ, Purūtō) é uma série de mangá escrita e ilustrada por Naoki Urasawa. O mangá foi publicado na revista Big Comic Original da Shogakukan de 2003 a 2009, com os capítulos encadernados em oito volumes tankōbon. A série é baseada em Astro Boy de Osamu Tezuka, especificamente no arco de história The Greatest Robot on Earth" (地上最大のロボット, Chijō Saidai no Robotto), e em homenagem ao principal vilão do arco. Urasawa reinterpreta a história como um suspense misterioso, estrelado por Gesicht, um detetive da Europol que tenta resolver o caso de uma série de mortes de robôs e humanos. Takashi Nagasaki é creditado como coautor da série. Macoto Tezka, filho de Osamu Tezuka, supervisionou a série, e a Tezuka Productions está listada como tendo dado cooperação.